# スイス国鉄E3/3形蒸気機関車
スイス国鉄E3/3形蒸気機関車（スイスこくてつE3/3がたじょうききかんしゃ）は、スイス連邦鉄道（スイス国鉄）の入換用蒸気機関車である。1902年から1915年にかけてスイス国内のスイス・ロコモティブ・アンド・マシン・ワークス(SLM)にて8451 - 8533号機の計83台が製造された。黒いボイラーに黄あるいは真鍮色の装飾を施していたことから、Tigrli（日本語で"トラ"）の愛称で知られている。この機関車は、1960年まで営業運転されていた。

## 歴史
1896年、スイス中央鉄道 (SCB) の依頼より試作品の開発が始まり、1901年に運用が開始された。1902 - 1903年に、スイス連邦鉄道の前身であるスイス東北鉄道 (NOB) 、スイス中央鉄道 (SCB) 、ジュラ−シンプソン鉄道 (JS) にて使用され、各駅の入替え作業に使用された。第二次世界大戦期には、石炭が不足していた事もあり、同形の8521, 8522が1942年に蒸気電気両用機関車に改造された。1960年、スイス連邦鉄道から撤退後、他の私鉄あるい工業プラントに転用された。数台の機関車が歴史的車両として保存されている。

## 機関車の発展
| 連番                                                                      | 年   | 改造および交換                                                       |
| ------------------------------------------------------------------------- | ---- | -------------------------------------------------------------------- |
| 8459                                                                      | —    | 伝熱面積を減少                                                       |
| 8471                                                                      | —    | ウェスティングハウスにて車枠、ブレーキを設置 重量が1.4t増加          |
| 8480                                                                      | —    | 車距を3120mmから3320mmへ拡張、前の覆いを削り、ボイラーと運転室を延長 |
| 8486                                                                      | —    | 入換に必要な前ステップと手すりを設置                                 |
| —                                                                         | 1907 | 偏心ブレーキを前輪・中輪に設置                                       |
| 8471-8481, 8494, 8495, 8511-8518, 8526, 8528, 8529                        |      | ウェスティングハウスのブレーキ設置                                   |
| 8519-8523                                                                 | —    | ブレーキコントロールを装備                                           |
| 8459, 8460, 8471-8481, 8488-8495, 8503-8505, 8513, 8524, 8525, 8528, 8529 | —    | 速度計設置 最高運転速度を50km/hに向上                                |
| —                                                                         | 1935 | 機関車の操作を簡略化する作業を実施した                               |

すべての機関車には、砂撒き器が装備されていた。第二次世界大戦中に、アセチレンを燃料に出来るよう改造されたが、その後元に戻された。 

## 保守拠点
車両数の多さから、車両の保守整備は車番のグループごとに複数の担当工場が指定された。
| 地域区分 | 車両番号                                              | 保守工場       |
| -------- | ----------------------------------------------------- | -------------- |
| I        | 8456–8462, 8491–8493, 8503–8505, 8524, 8525           | イベルドン     |
| II       | 8451–8455, 8463–8470, 8482–8488, 8496-8500, 8506–8513 | オルテン       |
| III      | 8471–8475, 8489–8490, 8514–8518, 8526-8527, 8531–8533 | チューリッヒ   |
| IV       | 8476–8481, 8494–8495, 8528–8530                       | ロールシャッハ |
| V        | 8501, 8502, 8519–8523                                 | ベリンツォーナ |

## 参照書籍
- Alfred Moser, "75 let Triengen Sursee železnice", oficiální pamětní publikace, Daniel Zumbühl, Verlag Ernst B. Leutwiler, Curych, 1987